# 成勝寺
成勝寺（じょうしょうじ）は、東京都世田谷区にある浄土真宗本願寺派の寺院。平安時代後期の院政期、洛外白河に創建された六勝寺で、唯一現在まで存続している寺である。

## 歴史
1139年（保延5年）、崇徳天皇の開基である。元々は、現在の京都府京都市左京区岡崎成勝寺町の京都市勧業館の辺りに位置していた。地名の「成勝寺町」は当寺に由来する。
その後の戦乱で他の六勝寺とともに焼失し、当寺のみが伏見において中興された。そのため、山号が「伏見山」となっている。伏見再建当初の宗派は真言宗であったが、後に浄土真宗に転宗している。
1621年（元和7年）に江戸に移転した。そして同宗派の西本願寺が浜町御坊（後の築地本願寺）を創建してからは、浜町御坊の寺中に入った。その後昭和初期までは、築地本願寺とともに歴史を歩んだ。
1923年（大正12年）の関東大震災に罹災したため、1928年（昭和3年）に築地本願寺から分かれて現在地に移転した。

## ゆいの御廟

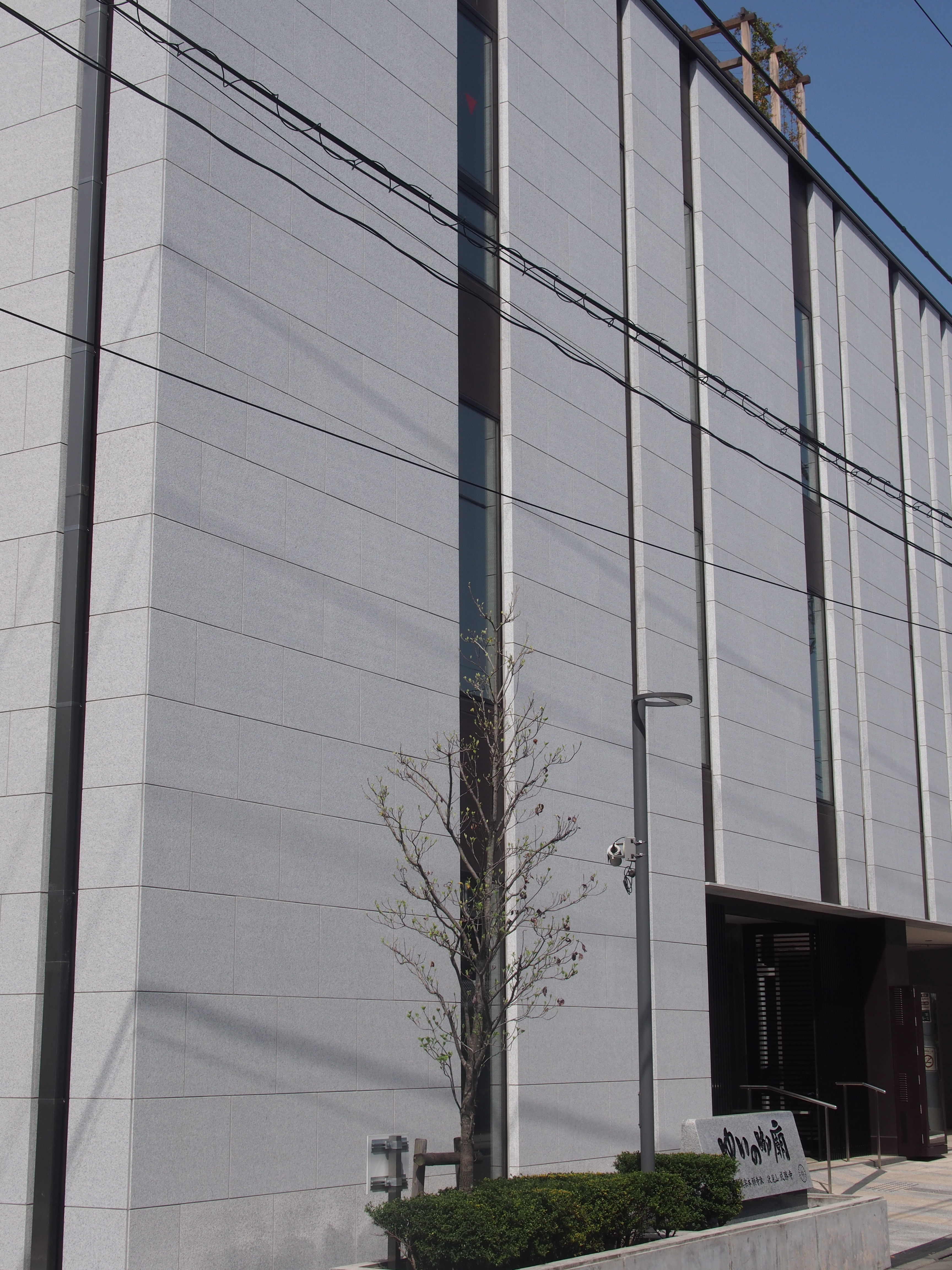
ゆいの御廟

ゆいの御廟(ごびょう)は、成勝寺が運営している斎場と屋内墓地を兼ね備えた施設である。成勝寺に隣接している。地下1階地上4階の建物。その他に永代合葬墓やペット合葬墓も用意されている。

## 交通アクセス
- 小田急小田原線豪徳寺駅または経堂駅より徒歩5分。